# Akabira
Akabira (赤平市, Akabira-shi) est une ville de la sous-préfecture de Sorachi, sur l'île de Hokkaidō, au Japon.

## Toponymie
Le toponyme « Akabira » signifie « crête de montagne », en aïnu, langue parlée par le peuple autochtone de l'île de Hokkaidō.

## Géographie

### Localisation
Akabira est située dans le centre-ouest de l'île de Hokkaidō.

### Municipalités limitrophes
| Takikawa | Fukagawa  | Ashibetsu |
| Takikawa | Akabira   | Ashibetsu |
| Sunagawa | Utashinai | Ashibetsu |

### Démographie
La ville a prospéré grâce aux mines de charbon et sa population avait atteint les 59 430 habitants en 1960. La population décline depuis la fermeture de plusieurs mines.
En 2008, la ville d'Akabira avait une population de 12 877 habitants, répartis sur une superficie de 129,88 km2 (densité de population de 99 hab./km2). Elle était de 8 806 habitants en septembre 2023.

## Histoire
- 1891 : premières installations
- 1918 : la mine de charbon de Moshiri ouvre
- 1922 : la municipalité d'Akabira (seconde classe) se sépare de la municipalité d'Utshinai (première classe)
- 1929 : Akabira devient une municipalité de première classe
- 1937 : la mine de Shōwa Denkō Toyosato ouvre
- 1938 : ouverture des mines de Sumitomo et Akama
- 1967 : fermeture de la mine Shōwa Denkō Toyosato
- 1969 : fermeture de la mine de Moshiri
- 1973 : fermeture de la mine d'Akama
- 1994 : fermeture de la mine de Sumitomo

## Transports
Akabira est desservie par la ligne principale Nemuro de la JR Hokkaido.

## Symboles municipaux
Les symboles municipaux d'Akabira sont le chrysanthème et l'érable.